# Ngaiming Mok
Pour les articles homonymes, voir Mok (homonymie).
Ngaiming Mok (莫毅明; né en 1956 à Hong Kong) est un mathématicien hongkongais spécialisé dans la géométrie différentielle complexe et la géométrie algébrique. Il est actuellement professeur à l'Université de Hong Kong.

## Formation et carrière
Après avoir été diplômé du St. Paul's Co-educational College (en) à Hong Kong en 1975. Mok a étudié à l'Université de Chicago et à l'Université Yale, et il obtient son mastère en mathématiques à Yale en 1978. Il a obtenu son doctorat à l'Université de Stanford, sous la direction de Yum-Tong Siu avec une thèse intitulée « The Serre Problem on Riemann Surfaces ». Il a enseigné à l'Université de Princeton, à l'Université Columbia et l'Université Paris-Sud avant de rejoindre la faculté de l'Université de Hong Kong en 1994. Il est le directeur de l'Institut de recherche mathématique de l'Université de Hong Kong depuis 1999.

## Prix et distinctions
Parmi les prix que Mok a reçus figurent une Bourse Sloan en 1984 et le Presidential Young Investigator Award en mathématiques, en 1985. En 1998 il reçoit le Croucher Senior Fellowship Award à Hongkong.
En 2009 il est lauréat du Prix Stefan Bergman conjointement avec Duong H. Phong pour « ses contributions fondamentales à la théorie des variables complexes et plus spécialement la géométrie des variétés de Kähler et des variétés algébriques, ainsi que pour son seine travaux sur la rigidité des espaces hermitiens symétriques irréductibles de types compacts sous déformation de Kähler, pour lesquels il a utilisé des méthodes aussi bien analytiques qu'algébriques ». En 2022 il reçoit le prix Chern.
Mok a été un conférencier invité en 1994 au congrès international des mathématiciens à Zurich avec une conférence intitulée « Fibering compact Kähler manifolds over projective algebraic varieties of general type » et il a siégé au comité de la médaille Fields au Congrès international des mathématiciens de 2010 à Hyderabad.
Il fait partie du comité de rédaction de la revue mathématique Inventiones Mathematicae , de 2002 à 2014, et il est actuellement rédacteur en chef de la revue Mathematische Annalen.
Il a été élu membre de l'Académie chinoise des sciences dans la division « Mathématiques et Physique » en 2015.

## Publications
- « Metric rigidity theorems on hermitian locally symmetric manifolds », World Scientific 1989.
- « Metric rigidity theorems on locally symmetric Hermitian spaces », Proc. Natl. Acad. Sci. U.S.A. 83 (1986), 2288–2290.
- « Uniqueness theorems of Hermitian metrics of seminegative curvature on locally symmetric spaces of negative Ricci curvature », Ann. Math. 125 (1987), 105-152.
- « The uniformization theorem for compact Kähler manifolds of nonnegative holomorphic bisectional curvature », J. Diff. Geom. 27 (1988), 179-214.
- « Compactification of complete Kähler surfaces of finite volume satisfying certain curvature conditions », Ann. Math. 129 (1989), 383-425.
- avec  J.-Q. Zhong : « Compactifying complete Kähler-Einstein manifolds of finite topological type and bounded curvature », Ann. Math. 129 (1989), 427-470.
- avec Huai-Dong Cao : « Holomorphic immersions between compact hyperbolic space forms », Invent. Math. 100 (1990), 49-61.
- « Factorization of semisimple discrete representation of Kähler groups », Invent. Math. 110 (1992), 557-614.
- avec Yum-Tong Siu, S.-K. Yeung : « Geometric superrigidity », Invent. Math. 113 (1993), 57-83.
- avec Jun-Muk Hwang : « Rigidity of irreducible Hermitian symmetric spaces of the compact type under Kähler deformation », Invent. Math. 131 (1998), 393-418.
- avec  J.-M. Hwang : « Holomorphic maps from rational homogeneous spaces of Picard number 1 onto projective manifolds », Invent. Math. 136 (1999), 209-231.
- « Extremal bounded holomorphic functions and an embedding theorem for arithmetic varieties of rank 2 », Invent. Math. 158 (2004), 1-31.
- avec J.-M. Hwang : « Prolongations of infinitesimal linear automorphisms of projective varieties and rigidity of rational homogeneous spaces of Picard number 1 under Kähler deformation », Invent. Math. 160 (2005), 591-645.
- « Geometric structures on uniruled projective manifolds defined by their varieties of minimal rational tangents », Proceedings of the Conference "Géometrie différentielle, Physique mathématique, Mathématique et Société", Astérisque 322 (2008), Volume II, 151-205
- avec  J. Hong : « Analytic continuation of holomorphic maps respecting varieties of minimal rational tangents and applications to rational homogeneous manifolds », J. Diff. Geom. 86 (2010), 539-567.
- « Germs of measure-preserving holomorphic maps from bounded symmetric domains to their Cartesian products », J. Reine Angew. Math. 669, (2012), 47-73.
- « Extension of germs of holomorphic isometries up to normalizing constants with respect to the Bergman metric », J. Eur. Math. Soc. 14 (2012), 1617–1656.